# Liste der Schaufelraddampfer der Sächsisch-Böhmischen Dampfschiffahrts-Gesellschaft
Die Liste der Schaufelraddampfer der Sächsisch-Böhmische Dampfschiffahrtsgesellschaft ist eine chronologische Auflistung der Dampfschiffe, die bei der Gesellschaft im Einsatz waren. Aufgeführt werden alle bekannten Namen der einzelnen Schiffe und soweit bekannt der Verbleib der Schiffe und Dampfmaschinen. Die Nummerierung (II), (III), (IV) einiger Schiffe weist auf die Häufigkeit des Namens während des Betriebes bei der Sächsisch-Böhmische Dampfschiffahrtsgesellschaft hin.
| Jahr Indienst- stellung | Name bei Indienststellung           | alle bekannten Namen                                                            | Jahr Aus- musterung | Verbleib                    | Passagier- zahl        | Maschinentyp                                                                                      | Leistung         | Herkunft der Maschine | Verbleib der Maschine                                        |
| ----------------------- | ----------------------------------- | ------------------------------------------------------------------------------- | ------------------- | --------------------------- | ---------------------- | ------------------------------------------------------------------------------------------------- | ---------------- | --- | ------------------------------------------------------------ |
| 1837                    | Koenigin Maria                      | Koenigin Maria                                                                  | 1846                | Abbruch                     | 300                    | 2-Zylinder-Niederdruck-Seitenbalanciermaschine oszillierende 2-Zylinder-Zwillings-Dampfmaschine   | 120 PS 96 PS     | Franz Anton J. Egells Berlin 1841 John Penn and Sons                                                                     | verschrottet Koenigin Maria (II)                             |
| 1838                    | Prinz Albert                        | Prinz Albert                                                                    | 1844                | Abbruch                     | 300                    | 2-Zylinder-Niederdruck-Seitenbalanciermaschine oszillierende 2-Zylinder-Zwillings-Dampfmaschine   | 130 PS 96 PS     | Franz Anton J. Egells Berlin 1840 John Penn and Sons                                                                     | Straßenschacht Bockwa (Zwickau) 1844 Prinz Albert (II)       |
| 1838                    | Stadt Dresden                       | Stadt Dresden                                                                   | 1845/46             | verkauft                    | 200                    | 2-Zylinder-Niederdruck-Seitenbalanciermaschine                                                    | 197 PS           | Franz Anton J. Egells Berlin                                                                                             | unbekannt                                                    |
| 1838                    | Havel                               | Havel Stadt Meissen                                                             | 1857                | Abbruch                     | 300                    | oszillierende 2-Zylinder-Zwillings-Dampfmaschine                                                  | 96 PS            | Maschinenfabrik Fairbairn Manchester                                                                                     | unbekannt                                                    |
| 1841                    | Bohemia                             | Bohemia                                                                         | 1856                | Abbruch                     | 140                    | oszillierende 2-Zylinder-Zwillings-Dampfmaschine                                                  | 110 PS           | John Penn and Sons | unbekannt                                                    |
| 1845                    | Prinz Albert (II)                   | Prinz Albert (II)                                                               | 1858                | Abbruch                     | 490                    | oszillierende 2-Zylinder-Zwillings-Dampfmaschine                                                  | 120 PS           | Prinz Albert | unbekannt                                                    |
| 1846                    | Saxonia                             | Saxonia Constitution                                                            | 1860                | verkauft                    |                        | 2-Zylinder-Hochdruck-Dampfmaschine oszillierende 2-Zylinder-Zwillings-Dampfmaschine               | 135 PS unbekannt | Henschel & Sohn 1853 unbekannt                                                                                           | unbekannt unbekannt                                          |
| 1846                    | Germania                            | Germania                                                                        | 1857                | Abbruch                     | 160                    | oszillierende 2-Zylinder-Zwillings-Dampfmaschine                                                  | 110 PS           | John Penn and Sons | unbekannt                                                    |
| 1846                    | Friedrich August                    | Friedrich August                                                                | 1854                | Abbruch                     | 500                    | oszillierende 2-Zylinder-Zwillings-Dampfmaschine                                                  | 120 PS           | Maschinenfabrik Buckau                                                                                                   | Friedrich August (II)                                        |
| 1847                    | Telegraph                           | Telegraph                                                                       | 1847–1851 1882      | gechartert Abbruch          | 500                    | oszillierende 2-Zylinder-Zwillings-Dampfmaschine                                                  | 120 PS           | Maschinenfabrik Buckau                                                                                                   | unbekannt                                                    |
| 1847                    | Koenigin Maria (II)                 | Koenigin Maria (II)                                                             | 1859                | Abbruch                     | 500                    | oszillierende 2-Zylinder-Zwillings-Dampfmaschine                                                  | 120 PS           | Koenigin Maria | Maria                                                        |
| 1855                    | Friedrich August (II)               | Friedrich August (II)                                                           | 1890                | Abbruch                     | 500                    | oszillierende 2-Zylinder-Zwillings-Dampfmaschine                                                  | 120 PS           | Friedrich August | Königstein (III)                                             |
| 1855                    | Franz Josef                         | Franz Josef                                                                     | 1880                | Abbruch                     |                        | oszillierende 2-Zylinder-Zwillings-Dampfmaschine                                                  | 110 PS           | Moabiter Maschinenbauanstalt                                                                                             | Kaiser Franz Josef                                           |
| 1856                    | Koenig Johann                       | Koenig Johann                                                                   | 1861                | Abbruch                     |                        | oszillierende 2-Zylinder-Zwillings-Dampfmaschine                                                  | 130 PS           | Ruston & Co. | Saxonia (II)                                                 |
| 1857                    | Germania (II)                       | Germania (II) Meissen                                                           | 1881                | Abbruch                     | 400                    | oszillierende 2-Zylinder-Zwillings-Dampfmaschine                                                  | 110 PS           | John Penn and Sons | Meissen (II)                                                 |
| 1857                    | Stadt Meissen (II)                  | Stadt Meissen (II) Meissen Pillnitz                                             | 1883                | Abbruch                     | 400                    | oszillierende 2-Zylinder-Zwillings-Dampfmaschine                                                  | 110 PS           | John Penn and Sons | Diesbar (II)                                                 |
| 1858                    | Stadt Dresden                       | Dresden                                                                         | 1879                | Abbruch                     | 400                    | oszillierende 2-Zylinder-Zwillings-Dampfmaschine                                                  | 120 PS           | Ruston & Co. | Stadt Wehlen (III)                                           |
| 1858                    | Aussig                              | Aussig Courier Admiral                                                          | 1902 1912           | verkauft Abbruch            |                        | oszillierende 2-Zylinder-Zwillings-Dampfmaschine oszillierende 2-Zylinder-Verbund-Dampfmaschine   | 140 PS ?         | Escher Wyss & Co. 1875 Ruston & Co.                                                                                      | verschrottet unbekannt                                       |
| 1858                    | Kronprinz                           | Kronprinz                                                                       | 1886                | Abbruch                     |                        | oszillierende 2-Zylinder-Zwillings-Dampfmaschine                                                  | 110 PS           | John Penn and Sons | Kaiser Wilhelm                                               |
| 1860                    | Maria                               | Koenigin Maria Maria Schnackenburg Kronprinz Wilhelm                            | 1899                | verkauft                    |                        | oszillierende 2-Zylinder-Zwillings-Dampfmaschine                                                  | 120 PS           | Koenigin Maria (II) | unbekannt                                                    |
| 1861                    | Pirna                               | Pirna Rosslau Svoboda Laisve                                                    | 1919 1945           | verkauft Verlust            | 512 (1862)             | oszillierende 2-Zylinder-Zwillings-Dampfmaschine                                                  | 120 PS           | John Penn and Sons | unbekannt                                                    |
| 1862                    | Koenig Johann (II)                  | Koenig Johann (II)                                                              | 1891                | Abbruch                     |                        | oszillierende 2-Zylinder-Zwillings-Dampfmaschine 2-Zylinder-Verbund-Dampfmaschine                 | 110 PS 125 PS    | Escher Wyss & Co. Escher Wyss & Co.                                                                                      | Umbau 1874 Bad Schandau                                      |
| 1862                    | Saxonia (II)                        | Saxonia (II) Lietuva Labiau                                                     | 1919 1945           | verkauft Verlust            | 598 (1863)             | oszillierende 2-Zylinder-Zwillings-Dampfmaschine Dreizylinder-Verbund-Dampfmaschine?              | 120 PS 148 PS    | Koenig Johann F. Schichau, Maschinen- und Lokomotivfabrik, Schiffswerft und Eisengießerei GmbH, Elbing                   | verschrottet unbekannt                                       |
| 1863                    | Bohemia (II)                        | Bohemia (II)                                                                    | 1927                | Abbruch                     |                        | oszillierende 2-Zylinder-Zwillings-Dampfmaschine                                                  | 95 PS            | Ruston & Co. | Deutsches Museum München                                     |
| 1863                    | Riesa                               | Riesa Magdeburg Willy Liūtas                                                    | 1919 1923           | verkauft letzter Nachweis   | 598 (1863)             | oszillierende 2-Zylinder-Zwillings-Dampfmaschine                                                  | 120 PS           | Escher Wyss & Co. | unbekannt                                                    |
| 1863                    | Waldschlösschen                     | Waldschlösschen Fürst Bismarck Herrenkrug                                       | 1867 1887           | verkauft Abbruch            |                        | stehende- 2-Zylinder-Zwillings-Dampfmaschine                                                      | 55 PS            | Escher Wyss & Co. | unbekannt                                                    |
| 1864                    | John Penn                           | John Penn Herrnskretschen Kurort Rathen (II) Freundschaft                       | 1966                | Abbruch                     | 895 (1875) 1000 (1957) | oszillierende 2-Zylinder-Zwillings-Dampfmaschine                                                  | 250 PS           | John Penn and Sons | verschrottet 1975                                            |
| 1864                    | Schandau                            | Schandau Herzog Friedrich von Anhalt                                            | 1892                | verkauft                    |                        | oszillierende 2-Zylinder-Zwillings-Dampfmaschine                                                  | 95 PS            | John Penn and Sons | unbekannt                                                    |
| 1865                    | Raudnitz                            | Raudnitz Bastei                                                                 | 1893                | Abbruch                     |                        | oszillierende 2-Zylinder-Zwillings-Dampfmaschine oszillierende 2-Zylinder-Zwillings-Dampfmaschine | 75 PS 96 PS      | Wilhelmshütte (Sprottau) 1870 John Penn and Sons                                                                         | Libussa Salesel                                              |
| 1870                    | Libussa                             | Libussa Braunschweig Fürst Bismarck II                                          | 1910 1962           | verkauft Abbruch            |                        | oszillierende 2-Zylinder-Zwillings-Dampfmaschine oszillierende 2-Zylinder-Verbund-Dampfmaschine   | 75 PS 125 PS     | Raudnitz 1924 Ruston & Co.                                                                                               | verschrottet Museum der Deutschen Binnenschifffahrt Duisburg |
| 1873                    | Germania (III)                      | Germania (III) Lössnitz Einheit Zum Gondelhafen                                 | 1983                | Abbruch                     | 844 (1873) 918 (1957)  | oszillierende 2-Zylinder-Verbund-Dampfmaschine                                                    | 240 PS           | Escher Wyss & Co. | verschrottet                                                 |
| 1876                    | Blasewitz                           | Blasewitz                                                                       | 1888                | Abbruch                     | 280                    | oszillierende 2-Zylinder-Verbund-Dampfmaschine                                                    | 80 PS            | John Penn and Sons | Blasewitz (II)                                               |
| 1876                    | Loschwitz                           | Loschwitz                                                                       | 1888                | Abbruch                     | 280                    | oszillierende 2-Zylinder-Verbund-Dampfmaschine                                                    | 80 PS            | John Penn and Sons | Loschwitz (II)                                               |
| 1879                    | Dresden (II)                        | Dresden (II) Mühlberg Stadt Wehlen (III)                                        |                     | in Fahrt                    | 803 (1879) 419 (2015)  | oszillierende 2-Zylinder-Zwillings-Dampfmaschine oszillierende 2-Zylinder-Verbund-Dampfmaschine   | 120 PS 180 PS    | Dresden Umbau 1914/15 | in Betrieb                                                   |
| 1880                    | Kaiser Franz Josef                  | Kaiser Franz Josef František Josef Hradčany Mělník Peter Parler Hradčany        | 1911 1981           | verkauft Abbruch            | 600 (1880)             | oszillierende 2-Zylinder-Zwillings-Dampfmaschine oszillierende 2-Zylinder-Verbund-Dampfmaschine   | 110 PS 140 PS    | Franz Josef Umbau 1940 ČKD                                                                                               | Schifffahrtsmuseum Lauenburg                                 |
| 1881                    | Meissen (II)                        | Meissen (II) Kronprinz Wilhelm                                                  | 1907 1968           | verkauft Abbruch            | 518 (1967)             | oszillierende 2-Zylinder-Zwillings-Dampfmaschine oszillierende 2-Zylinder-Verbund-Dampfmaschine   | 110 PS 135 PS    | Germania (II) Umbau 1923                                                                                                 | Deutsches Schifffahrtsmuseum Bremerhaven                     |
| 1884                    | Pillnitz (II)                       | Pilnitz (II) Diesbar (II)                                                       |                     | in Fahrt                    | 585 (1884) 292 (2015)  | oszillierende 2-Zylinder-Zwillings-Dampfmaschine                                                  | 110 PS           | Pillnitz | in Betrieb                                                   |
| 1885                    | Koenig Albert                       | Koenig Albert Sachsen Meissen (IV)                                              |                     | in Fahrt                    | 814 (1885) 390 (2015)  | oszillierende 2-Zylinder-Zwillings-Dampfmaschine oszillierende 2-Zylinder-Verbund-Dampfmaschine   | 120 PS 230 PS    | Dampfschiffs- und Maschinenbauanstalt der österr. Nordwest-Dampfschifffahrts-Gesellschaft Umbau 1913/14                  | in Betrieb                                                   |
| 1886                    | Koenigin Carola                     | Koenigin Carola Diesbar Elida Diesbar Pillnitz (III) Weltfrieden Pillnitz (III) |                     | in Fahrt                    | 1020 (1886) 384 (2015) | oszillierende 2-Zylinder-Zwillings-Dampfmaschine oszillierende 2-Zylinder-Verbund-Dampfmaschine   | 120 PS 230 PS    | Dampfschiffs- und Maschinenbauanstalt der österr. Nordwest-Dampfschifffahrts-Gesellschaft Umbau 1911/12                  | in Betrieb                                                   |
| 1887                    | Kaiser Wilhelm                      | Kaiser Wilhelm Grosspriesen Saxonia                                             | 1919 1959           | verkauft Abbruch            | 600 (1887)             | oszillierende 2-Zylinder-Zwillings-Dampfmaschine                                                  | 110 PS           | Kronprinz | verschrottet                                                 |
| 1888                    | Blasewitz (II)                      | Blasewitz (II) Blaženec Kaiser Friedrich                                        | 1906 1944           | verkauft letzter Nachweis   |                        | oszillierende 2-Zylinder-Verbund-Dampfmaschine                                                    | 80 PS            | Blasewitz | unbekannt                                                    |
| 1888                    | Loschwitz (II)                      | Loschwitz (II) Lužkec Graf Moltke                                               | 1902 1947           | verkauft Abbruch            |                        | oszillierende 2-Zylinder-Verbund-Dampfmaschine                                                    | 80 PS            | Loschwitz | unbekannt                                                    |
| 1889                    | Koenigstein                         | Koenigstein Minister                                                            | 1919                | verkauft                    | 609 (1889)             | oszillierende 2-Zylinder-Zwillings-Dampfmaschine                                                  | 110 PS           | Sächsischen Dampfschiffs- und Maschinenbauanstalt der Oesterreichischen Nordwest Dampfschiffahrtsgesellschaft            | unbekannt                                                    |
| 1890                    | Stadt Wehlen                        | Stadt Wehlen Masaryk                                                            | 1921 1937           | verkauft Abbruch            | 621 (1890)             | oszillierende 2-Zylinder-Zwillings-Dampfmaschine                                                  | 110 PS           | Sächsischen Dampfschiffs- und Maschinenbauanstalt der Oesterreichischen Nordwest Dampfschiffahrtsgesellschaft            | unbekannt                                                    |
| 1891                    | Fürst Bismarck                      | Fürst Bismarck Herrnskretschen Palacký Štěchovice Goldenkron Stalingrad Sněžník | 1921 1964           | verkauft Abbruch            | 621 (1891)             | oszillierende 2-Zylinder-Zwillings-Dampfmaschine oszillierende 2-Zylinder-Verbund-Dampfmaschine   | 110 PS 156 PS    | Sächsischen Dampfschiffs- und Maschinenbauanstalt der Oesterreichischen Nordwest Dampfschiffahrtsgesellschaft Umbau 1940 | verschrottet                                                 |
| 1892                    | Graf Moltke                         | Graf Moltke Lobositz Königin Maria Lobositz Königstein (III)                    | 1972                | auf Land gelegt             | 621 (1892) 590 (1972)  | oszillierende 2-Zylinder-Zwillings-Dampfmaschine                                                  | 110 PS           | Sächsischen Dampfschiffs- und Maschinenbauanstalt der Oesterreichischen Nordwest Dampfschiffahrtsgesellschaft            | verschrottet                                                 |
| 1892                    | Schandau (II)                       | Schandau (II) Bad Schandau                                                      | 1980                | Abbruch                     | 742 (1892) 636 (1976)  | oszillierende 2-Zylinder-Verbund-Dampfmaschine                                                    | 125 PS 135 PS    | König Johann (II) Umbau 1959                                                                                             | verschrottet                                                 |
| 1892                    | Tetschen                            | Tetschen Krippen (II)                                                           |                     | in Fahrt                    | 628 (1892) 240 (2015)  | oszillierende 2-Zylinder-Zwillings-Dampfmaschine                                                  | 125 PS           | Sächsischen Dampfschiffs- und Maschinenbauanstalt der Oesterreichischen Nordwest Dampfschiffahrtsgesellschaft            | in Betrieb                                                   |
| 1893                    | Leitmeritz                          | Leitmeritz Litoměřice Maxim Gorkij MŠMT 1                                       | 1945 1969           | Reparation Abbruch          | 621 (1893)             | oszillierende 2-Zylinder-Zwillings-Dampfmaschine                                                  | 110 PS           | Sächsischen Dampfschiffs- und Maschinenbauanstalt der Oesterreichischen Nordwest Dampfschiffahrtsgesellschaft            | verschrottet                                                 |
| 1893                    | Austria                             | Austria Wittenberge                                                             | 1919 1969           | verkauft Abbruch            | 621 (1893)             | oszillierende 2-Zylinder-Zwillings-Dampfmaschine                                                  | 110 PS           | Sächsischen Dampfschiffs- und Maschinenbauanstalt der Oesterreichischen Nordwest Dampfschiffahrtsgesellschaft            | verschrottet                                                 |
| 1894                    | Prinz Georg                         | Prinz Georg König Georg Salesel Poděbrady DSO Dynamo                            | 1945 1959           | Reparation Abbruch          | 621 (1894)             | oszillierende 2-Zylinder-Zwillings-Dampfmaschine                                                  | 115 PS           | Raudnitz | verschrottet                                                 |
| 1894                    | Wettin                              | Wettin Aussig (III) Roudnice Morava Ještěd Jiskra                               | 1945 1969           | Reparation Abbruch          | 621 (1894)             | oszillierende 2-Zylinder-Zwillings-Dampfmaschine oszillierende 2-Zylinder-Verbund-Dampfmaschine   | 120 PS 102 PS    | Sächsischen Dampfschiffs- und Maschinenbauanstalt der Oesterreichischen Nordwest Dampfschiffahrtsgesellschaft Štefánik   | verschrottet                                                 |
| 1895                    | Prinz Friedrich August              | Prinz Friedrich August Kronprinz (II) Haslinger Jagiełło Witeź                  | 1918 1939           | beschlagnahmt Verlust       | 621 (1895)             | oszillierende 2-Zylinder-Verbund-Dampfmaschine                                                    | 140 PS           | Schiffswerft Übigau der Deutschen Elbschiffahrts-Gesellschaft, Kette                                                     | verschrottet                                                 |
| 1895                    | Prinzessin Luise                    | Prinzessin Luise Kronprinzessin Aussig (II) Ulderup Łokietek Faust              | 1919 1947           | beschlagnahmt Abbruch       | 621 (1895)             | oszillierende Zweizylinder-Verbund-Dampfmaschine                                                  | 140 PS           | Schiffswerft Übigau der Deutschen Elbschiffahrts-Gesellschaft, Kette                                                     | verschrottet                                                 |
| 1896                    | Bastei (II)                         | Bastei Kurort Rathen (III)                                                      |                     | in Fahrt                    | 621 (1896) 385 (2015)  | oszillierende 2-Zylinder-Verbund-Dampfmaschine                                                    | 145 PS           | Schiffswerft Übigau der Deutschen Elbschiffahrts-Gesellschaft, Kette                                                     | in Betrieb                                                   |
| 1896                    | Bodenbach                           | Bodenbach Podmokly Dr. Miroslav Tyrš Družba MŠMT 2                              | 1945 1980           | Reparation Abbruch          | 750 (1896)             | oszillierende 2-Zylinder-Verbund-Dampfmaschine                                                    | 145 PS           | Schiffswerft Übigau der Deutschen Elbschiffahrts-Gesellschaft, Kette                                                     | verschrottet                                                 |
| 1896                    | Nixe                                | Nixe Goplana Płock Światowid                                                    | 1900 1963           | verkauft außer Dienst       | 160                    | oszillierende 2-Zylinder-Verbund-Dampfmaschine 6-Zylinder-Dieselmotor                             | 80 PS 180 PS     | unbekannt Motorenwerke Mannheim                                                                                          | verschrottet unbekannt                                       |
| 1897                    | Hohenzollern                        | Hohenzollern Meissen (III) Sachsen (II) Schmilka                                | 2001                | Abbruch                     | 710 (1897) 622 (1985)  | oszillierende 2-Zylinder-Verbund-Dampfmaschine                                                    | 145 PS           | Schiffswerft Übigau der Deutschen Elbschiffahrts-Gesellschaft, Kette                                                     | erhalten                                                     |
| 1897                    | Habsburg                            | Habsburg Riesa (II)                                                             | 1979                | an Land als Museum          | 741 (1897) 632 (1978)  | oszillierende 2-Zylinder-Verbund-Dampfmaschine                                                    | 145 PS           | Schiffswerft Übigau der Deutschen Elbschiffahrts-Gesellschaft, Kette                                                     | mit Schiff in Oderberg                                       |
| 1898                    | Koenig Albert (II)                  | Koenig Albert (II) Pirna (II)                                                   |                     | in Fahrt                    | 750 (1898) 385 (2015)  | oszillierende 2-Zylinder-Verbund-Dampfmaschine                                                    | 145 PS           | Schiffswerft Übigau der Deutschen Elbschiffahrts-Gesellschaft, Kette                                                     | in Betrieb                                                   |
| 1898                    | Karlsbad                            | Karlsbad Sachsen (III) Junger Pionier                                           | 2001                | Abbruch                     | 739 (1898) 640 (1990)  | oszillierende 2-Zylinder-Verbund-Dampfmaschine                                                    | 145 PS           | Schiffswerft Übigau der Deutschen Elbschiffahrts-Gesellschaft, Kette                                                     | erhalten                                                     |
| 1899                    | Auguste Victoria                    | Auguste Victoria Loschwitz (III) Метеор (Meteor)                                | 1946 1955           | Reparation letzter Nachweis | 1056 (1899)            | schrägliegende 2-Zylinder-Verbund-Dampfmaschine                                                   | 230 PS           | Schiffswerft Übigau der Deutschen Elbschiffahrts-Gesellschaft, Kette                                                     | unbekannt                                                    |
| 1900                    | Kaiser Wilhelm II.                  | Kaiser Wilhelm II. Blasewitz (III)                                              | 1946 1949           | Reparation letzter Nachweis | 850 (1900)             | schrägliegende 2-Zylinder-Verbund-Dampfmaschine                                                   | 190 PS           | Schiffswerft Übigau der Deutschen Elbschiffahrts-Gesellschaft, Kette                                                     | unbekannt                                                    |
| 1911                    | Koenig Friedrich August             | Koenig Friedrich August Rathen Kurort Rathen Нептун (Neptun)                    | 1946 1956           | Reparation Abbruch          | 755 (1911)             | oszillierende 2-Zylinder-Verbund-Dampfmaschine                                                    | 150 PS           | Dresdner Maschinenfabrik und Schiffswerft Uebigau AG                                                                     | unbekannt                                                    |
| 1912                    | Kaiser Franz Josef (II)             | Kaiser Franz Josef (II) Saxonia (III) Laubegast Krippen Пригородный (Vorort)    | 1946 1955           | Reparation letzter Nachweis | 730 (1912)             | schrägliegende 2-Zylinder-Verbund-Dampfmaschine                                                   | 180 PS           | Dresdner Maschinenfabrik und Schiffswerft Uebigau AG                                                                     | unbekannt                                                    |
| 1915                    | Generalfeldmarschall von Hindenburg | Generalfeldmarschall von Hindenburg Königstein (II) Дачный (Land)               | 1946 1955           | Reparation letzter Nachweis | 759 (1915)             | schrägliegende 2-Zylinder-Verbund-Dampfmaschine                                                   | 180 PS           | Dresdner Maschinenfabrik und Schiffswerft Uebigau AG                                                                     | unbekannt                                                    |
| 1925                    | Generalfeldmarschall von Mackensen  | Generalfeldmarschall von Mackensen Stadt Wehlen Кефаль (Meeräsche)              | 1946 1962           | Reparation Abbruch          | 934 (1925)             | schrägliegende 2-Zylinder-Verbund-Dampfmaschine                                                   | 180 PS           | WUMAG, Abteilung Schiffswerft Übigau                                                                                     | unbekannt                                                    |
| 1926                    | Dresden (III)                       | Dresden (III)                                                                   |                     | in Fahrt                    | 1443 (1926) 628 (2015) | schrägliegende 2-Zylinder-Verbund-Dampfmaschine                                                   | 300 PS           | WUMAG, Abteilung Schiffswerft Übigau                                                                                     | in Betrieb                                                   |
| 1929                    | Leipzig                             | Leipzig                                                                         |                     | in Fahrt                    | 1506 (1929) 610 (2015) | schrägliegende 2-Zylinder-Verbund-Dampfmaschine                                                   | 354 PS           | Wumag, Übigau-Aktiengesellschaft, Schiffswerft, Maschinen- und Kesselfabrik                                              | in Betrieb                                                   |